# Guarapuava (microregio)
Guarapuava is een van de 39 microregio's van de Braziliaanse deelstaat Paraná. Zij ligt in de mesoregio Centro-Sul Paranaense en grenst aan de microregio's Cascavel, Francisco Beltrão, Pato Branco, Palmas, União da Vitória, Irati, Prudentópolis, Ivaiporã en Pitanga. De microregio heeft een oppervlakte van ca. 16.101 km². In 2009 werd het inwoneraantal geschat op 396.385.
Achttien gemeenten behoren tot deze microregio:
- Campina do Simão
- Candói
- Cantagalo
- Espigão Alto do Iguaçu
- Foz do Jordão
- Goioxim
- Guarapuava
- Inácio Martins
- Laranjeiras do Sul
- Marquinho
- Nova Laranjeiras
- Pinhão
- Porto Barreiro
- Quedas do Iguaçu
- Reserva do Iguaçu
- Rio Bonito do Iguaçu
- Turvo
- Virmond

Mesoregio's: Centro Ocidental Paranaense · Centro Oriental Paranaense · Centro-Sul Paranaense · Metropolitana de Curitiba · Noroeste Paranaense · Norte Central Paranaense · Norte Pioneiro Paranaense · Oeste Paranaense · Sudeste Paranaense · Sudoeste Paranaense

Microregio's: Apucarana · Assaí · Astorga · Campo Mourão · Capanema · Cascavel · Cerro Azul · Cianorte · Cornélio Procópio · Curitiba · Faxinal · Floraí · Foz do Iguaçu · Francisco Beltrão · Goioerê · Guarapuava · Ibaiti · Irati · Ivaiporã · Jacarezinho · Jaguariaíva · Lapa · Londrina · Maringá · Palmas · Paranaguá · Paranavaí · Pato Branco · Pitanga · Ponta Grossa · Porecatu · Prudentópolis · Rio Negro · São Mateus do Sul · Telêmaco Borba · Toledo · Umuarama · União da Vitória · Wenceslau Braz